# 約翰遜城 (堪薩斯州)
約翰遜城（英語：Johnson City）是一個位於美國堪薩斯州斯坦頓縣的城市。同時該地也是斯坦頓縣的縣治。

## 地方資料
約翰遜城的座標為37°34′11″N 101°45′10″W / 37.56972°N 101.75278°W，而該地的海拔高度為1020米（即3340英尺）。根據2010年美國人口普查，該地共人口1464人，而該地的面積約為5.55平方千米。